# Presidenti del Kosovo
Il presidente del Kosovo (in lingua albanese Kryetari i Kosovës, in lingua serba председник Косова) è il capo di Stato del Kosovo. Viene eletto dall'Assemblea del Kosovo. Il primo presidente dopo la guerra, che governò sino alla sua morte nel gennaio 2006, fu Ibrahim Rugova mentre il suo successore è stato Fatmir Sejdiu. 
Segue la lista dei leader e presidenti del Kosovo, dal 1944 ad oggi.

## Leader del Kosovo (1944-oggi)

### Provincia Autonoma Socialista del Kosovo (1944-1990)

#### Capo del Comitato di Liberazione del Popolo
- Mehmed Hoxha (1º gennaio 1944 - 11 luglio 1945)

#### Presidenti dell'Assemblea
- Fadil Hoxha (11 luglio 1945 - 20 febbraio 1953) (prima volta)
- Ismet Saqiri (20 febbraio - 12 dicembre 1953)
- Đorđije Pajković (12 dicembre 1953 - 5 maggio 1956)
- Pavle Jovićević (5 maggio 1956 - 4 aprile 1960)
- Dušan Mugoša (4 aprile 1960 - 18 giugno 1963)
- Stanoje Akšić (18 giugno 1963 - 24 giugno 1967)
- Fadil Hoxha (24 giugno 1967 - 7 maggio 1969) (seconda volta)
- Ilaz Kurteshi (7 maggio 1969 - maggio 1974)

#### Presidenti della Presidenza
- Xhavid Nimani (maggio 1974 - agosto 1981)
- Ali Shukri (agosto 1981 - 1982)
- Kolë Shiroka (1982 - maggio 1983)
- Shefqet Nebih Gashi (maggio 1983 - maggio 1985)
- Branislav Skembarević (maggio 1985 - maggio 1986)
- Bajram Selani (maggio 1986 - maggio 1988)
- Remzi Kolgeci (maggio 1988 - 5 aprile 1989)
- Hysen Kajdomçaj (27 giugno 1989 - 11 aprile 1990)

### Provincia Autonoma di Kosovo(1990-1999/oggi)

#### Coordinatore provinciale
- Momčilo Trajković (11 aprile 1990 - 1991)

#### Sindaci di Pristina
- Živojin Mitrović (1991 - 1992)
- Novica Sojević (1992)

#### Prefetti del distretto del Kosovo
- Miloš Simović (1992 - 1994)
- Aleksa Jokić (1994 - 1996)
- Miloš Nesović (1996 - 1998)
- Veljko Odalović (1998 - 1999) (prima volta)

##### In opposizione all'amministrazione UNMIK
- Andreja Milosavljević (1999 - 2000)
- Veljko Odalović (2000 - 2001) (seconda volta)
- Jovica Filipović (12 aprile - 6 dicembre 2001)
- Dragan Velić (6 dicembre 2001 - 28 settembre 2004)
- Srđan Vasić (28 settembre 2004 - 8 dicembre 2007)
- Goran Arsić (13 dicembre 2007 - oggi)

### Repubblica del Kosovo (1990–2000)

#### Presidente
- Ibrahim Rugova (25 maggio 1992 - 1º febbraio 2000) (dal 5 maggio al 30 luglio 1999 in esilio in Italia)

### Kosovo sotto amministrazione ONU (1999-2008)

#### Amministratori ONU (1999-oggi)
- Sérgio Vieira de Mello (13 giugno - 15 luglio 1999) (Brasile) (ad interim)
- Bernard Kouchner (15 luglio 1999 - 15 gennaio 2001) (Francia)
- Hans Hækkerup (15 gennaio - 31 dicembre 2001) (Danimarca)
- Charles H. Brayshaw (1º gennaio - 14 febbraio 2002) (USA) (prima volta, ad interim)
- Michael Steiner (14 febbraio 2002 - 8 luglio 2003) (Germania)
- Charles H. Brayshaw (8 luglio - 25 agosto 2003) (USA) (seconda volta, ad interim)
- Harri Holkeri (25 agosto 2003 - 11 giugno 2004) (Finlandia)
- Charles H. Brayshaw (11 giugno - 16 agosto 2004) (USA) (terza volta, ad interim)
- Søren Jessen-Petersen (16 agosto 2004 - 30 giugno 2006) (Danimarca)
- Steven Paul Schook (30 giugno - 31 agosto 2006) (USA) (ad interim)
- Joachim Rücker (1º settembre 2006 - 20 giugno 2008) (Germania)
- Lamberto Zannier (20 giugno 2008 - 30 giugno 2011) (Italia)
- Robert E. Sorenson (1º luglio - 3 agosto) (USA) (ad interim)
- Farid Zarif (3 agosto 2011 - 31 agosto 2015) (Afghanistan)
- Simona-Mirela Miculescu (1º settembre - 9 ottobre 2015) (Romania) (ad interim)
- Abdul Zahir Tanin (9 ottobre 2015 - oggi) (Afghanistan)

#### Presidenti (2002-2008)
| # | Nome                     | Ritratto | Partito | Mandato          | Mandato          | Elezione   |
| # | Nome                     | Ritratto | Partito | Inizio           | Fine             | Elezione   |
| - | ------------------------ | -------- | ------- | ---------------- | ---------------- | ---------- |
| 1 | Ibrahim Rugova           |          | LDK     | 4 marzo 2002     | 21 gennaio 2006  | 2002       |
| - | Nexhat Daci (ad interim) |          | LDK     | 21 gennaio 2006  | 10 febbraio 2006 | ad interim |
| 2 | Fatmir Sejdiu            |          | LDK     | 10 febbraio 2006 | 17 febbraio 2008 | 2006, 2008 |

### Repubblica del Kosovo (indipendente, 2008-oggi)
| # | Nome                        | Ritratto | Partito       | Mandato           | Mandato           | Elezione   |
| # | Nome                        | Ritratto | Partito       | Inizio            | Fine              | Elezione   |
| - | --------------------------- | -------- | ------------- | ----------------- | ----------------- | ---------- |
| 1 | Fatmir Sejdiu               |          | LDK           | 17 febbraio 2008  | 27 settembre 2010 | 2008       |
| - | Jakup Krasniqi (ad interim) |          | PDK           | 27 settembre 2010 | 22 febbraio 2011  | ad interim |
| 2 | Behgjet Pacolli             |          | AKR           | 22 febbraio 2011  | 4 aprile 2011     | 2011       |
| - | Jakup Krasniqi (ad interim) |          | PDK           | 4 aprile 2011     | 7 aprile 2011     | ad interim |
| 3 | Atifete Jahjaga             |          | Indipendente  | 7 aprile 2011     | 7 aprile 2016     | 2011       |
| 4 | Hashim Thaçi                |          | PDK           | 7 aprile 2016     | 5 novembre 2020   | 2016       |
| - | Vjosa Osmani (ad interim)   |          | Guxo          | 5 novembre 2020   | 22 marzo 2021     | ad interim |
| - | Glauk Konjufca (ad interim) |          | Vetëvendosje! | 22 marzo 2021     | 4 aprile 2021     | ad interim |
| 5 | Vjosa Osmani                |          | Guxo          | 4 aprile 2021     | in carica         | 2021       |